# Didier de Radiguès
Pour les articles homonymes, voir Radiguès.
 (février 2022).
 (avril 2021).
Il peut être nécessaire de l'améliorer pour respecter le principe de neutralité de point de vue. Veuillez consulter la page de discussion pour plus de détails.

Didier de Radiguès, né le 27 mars 1958 à Louvain, est un pilote de vitesse moto, pilote automobile, commentateur sportif, manageur de pilotes de Moto GP et copropriétaire d'une école de moto. À la suite de sa carrière sportive, il est devenu photographe professionnel.

## Biographie

### Pilote moto et automobile

#### Motocyclisme
Dans les années 1980, Didier de Radiguès remporte quatre Grands Prix moto ; il est vice-champion du monde des 350 cm3 en 1982. Il remporte en 1983 le Grand-Prix Moto de Belgique en 250 cm3, ainsi que les 24 Heures sur le même circuit de Francorchamps.
Didier de Radiguès a piloté pour l'équipe privée d’Alain Chevallier en 250 et 350 cm3 en 1982 et 1983, puis en 500 cm3 en 1984 et 1986. Il a piloté pour les équipes d'usine Cagiva en 1987 en tant que coéquipier de Raymond Roche, pour l'usine Yamaha en 1988 en tant que coéquipier d'Eddie Lawson et a terminé sa carrière avec l'équipe Suzuki en 1991 en tant que coéquipier de Kevin Schwantz.
En 1991, il met un terme à sa carrière moto après une victoire au Grand Prix moto de Macao et est toujours le pilote belge ayant remporté le plus de Grands Prix ainsi que le seul à avoir atteint des podiums en catégorie reine.
En 1992, à la demande d'autres pilotes, Didier de Radiguès organise l'Association internationale des pilotes de moto.

#### Automobile
Didier de Radiguès fait ensuite une carrière de pilote automobile, remportant avec BMW Motorsport le championnat de Belgique Procar 1997, les 24 Heures de Spa en 1997 et en 1998 le Grand Prix IMSA de Laguna Seca,.
De 1999 à 2001, il participe au championnat American Le Mans Series 2001 et remporte le titre dans la catégorie LMP 675 avec le Dick Barbour Racing, en remportant la course de Mid-Ohio. 
En 2011, de Radiguès reprend le volant et remporte le championnat BTCS (Belgian Touring Car Séries).

### École de pilotage
En 2003, Didier de Radiguès ouvre une école de pilotage moto en France[réf. nécessaire].

### Télévision
Didier de Radiguès est également présentateur d'émissions automobile et moto sur Club RTL puis sur RTBF depuis 2013,. Il commente toujours les Grands Prix moto pour la RTBF en 2025.

### Photographe
Didier de Radiguès commence une carrière d'artiste photographe à New York. Il expose pour la première fois sa série de compositions photographiques, From My Gazebo lors de l'Affordable Art Fair de New York, puis en octobre 2013 avec la Vogelang Gallery. Il expose ensuite à Singapour en novembre 2013[source insuffisante] et à Bruxelles en février 2014 avec la L Gallery,[source insuffisante].
Il présente ensuite sa nouvelle série intitulée Portrait Public pour la première fois à Paris en mai 2014 à la Galerie Artelie et ensuite à New York en juin 2014 à la Vogelsang Gallery[source insuffisante].
Il crée en 2016  « Références » qui s’inspire des grandes œuvres de l’art moderne dans un style épuré à la frontière entre la peinture et la photographie, son domaine de prédilection[réf. nécessaire]. 
Le 7 février 2024, Didier de Radiguès présente sa série « Graffiti » à Lille lors de l’exposition Lille ArtUp.